# Hetzenhof (Grafengehaig)
Hetzenhof ist ein Gemeindeteil des Marktes Grafengehaig im oberfränkischen Landkreis Kulmbach. Hetzenhof liegt in der Gemarkung Walberngrün.

## Geografie
Die Einöde liegt auf einen Höhenzug des Frankenwaldes, der westlich ins Tal des Gösmesser Bächleins und im Osten ins Tal des Walberngrüner Bächleins leicht abfällt. Die beiden Bäche vereinigen sich südlich der Einöde zum Vollaufmühlbach. Ein Anliegerweg führt an Hüttenbach vorbei zu einer Gemeindeverbindungsstraße (0,3 km östlich), die nördlich nach Walberngrün bzw. südlich nach Weißenstein verläuft.

## Geschichte
Gegen Ende des 18. Jahrhunderts bestand Hetzenhof aus einem Anwesen. Das Hochgericht übte das Burggericht Guttenberg aus. Es hatte ggf. an das bambergische Centamt Marktschorgast auszuliefern. Das Burggericht Guttenberg war Grundherr des Hofes.
Mit dem Gemeindeedikt wurde Hetzenhof dem 1812 gebildeten Steuerdistrikt Eppenreuth und der im selben Jahr gebildeten Gemeinde Walberngrün zugewiesen. Im Zuge der Gebietsreform in Bayern wurde Hetzenhof am 1. Januar 1972 nach Grafengehaig eingegliedert.

### Einwohnerentwicklung
| Jahr      | 001818 | 001819 | 001861 | 001871 | 001885 | 001900 | 001925 | 001950 | 001961 | 001970 | 001987 |
| Einwohner |        | *      | 16     | 22     | 22     | 18     | 5      | 6      | 7      | 1      | 2      |
| Häuser    | 1      |        |        |        | 2      | 2      | 2      | 1      | 1      |        | 1      |
| Quelle    | [ 6 ]  | [ 9 ]  | [ 10 ] | [ 11 ] | [ 12 ] | [ 13 ] | [ 14 ] | [ 15 ] | [ 16 ] | [ 17 ] | [ 1 ]  |

## Religion
Hetzenhof ist seit der Reformation evangelisch-lutherisch geprägt und gehört bis heute zur Pfarrei Zum Heiligen Geist (Grafengehaig).